# Illice longistriga
Illice longistriga là một loài bướm đêm thuộc phân họ Arctiinae, họ Erebidae.